# 大洲バイオマス発電所
大洲バイオマス発電所（おおずバイオマスはつでんしょ）は、愛媛県大洲市長浜町にあるバイオマス発電所。

## 概要
愛媛県大洲市長浜地区の晴海工業団地に立地している。前田建設工業、石油資源開発、四国電力グループの四電ビジネス、新光電装の4社が出資した大洲バイオマス発電株式会社が事業主体となっている。
燃料は海外産の木質ペレットを使用し、年間使用量は約20万トン。石油資源開発が木質ペレット供給業務を担っている。発電した電力は固定価格買取制度（FIT）に基づき、四国電力送配電に売電している。
発電出力は5万キロワット、年間発電量は約3億5千万キロワットで約7万世帯分に相当し、バイオマス発電所では愛媛県内最大である。発電設備は三菱重工業と三菱電機、三菱パワー環境ソリューションによる共同企業体（JV）が手掛け、施工は前田建設工業が担当した。
2022年6月に建設に着手し、2024年8月1日に営業運転を開始した。

## 沿革
- 2022年6月 - 建設着手。
- 2024年8月 - 営業運転開始。